# وكيل برمجي

الوكيل البرمجي (بالإنجليزية: Software agent)‏ عادة ما يكون برنامج حاسوبي يستخدم تقنيات الذكاء الاصطناعي لحل مشاكل معينة. عادة ما يتم تثبيت هذا البرنامج على آلة فيتم تسمية كل من الآلة والبرنامج بالوكيل.تستعمل كلمة وكيل في الذكاء الاصطناعي حيث يتم عادة اختصار كلمة وكيل برمجي (بالإنجليزية: Software agent)‏ إلى وكيل فقط.

## التعريف
ومصطلح «الوكيل» يصف تجريد البرمجيات، والفكرة، أو المفهوم، على غرار شروط صافية مثل الطرق والوظائف والكائنات. مفهوم الوكيل يوفر طريقة ملائمة وقوية لوصف البرامج المعقدة فهو كيان قادر على العمل مع درجة معينة من الحكم الذاتي من أجل إنجاز المهام نيابة عن المستخدم. [ولكن على عكس الكائنات، والتي تم تعريفها من حيث الأساليب والصفات، الوكيل يعرف من حيث سلوكه]
وقد اقترح العديد من الكتاب تعاريف مختلفة للوكلاء، وتشمل هذه عادة مفاهيم مثل:
- استمرار (رمز لم يتم تنفيذ بناء على الطلب ولكن يعمل بشكل مستمر وتقرر لنفسها عندما ينبغي تنفيذ بعض النشاطات)
- الحكم الذاتي (وكلاء لديهم قدرات لاختيار المهام وترتيب الأولويات، والسلوك الذي توجهه أهداف وصنع القرار من دون تدخل بشري)[1]
- القدرة الاجتماعية (وكلاء قادرون على الدخول إلى المكونات الأخرى من خلال نوع من الاتصال والتنسيق، فإنها قد تتعاون في مهمة)
- التفاعل (وكلاء إدراك السياق الذي تعمل فيه والرد عليه بشكل مناسب).

## ما هو ليس وكيلاً
وليس من المفيد أن يصف ما هو، وما هو ليس وكيلاً. ولكن التناقضات مع المفاهيم المرتبطة بها قد تساعد على توضيح معناها:
تمييز الوكلاء عن البرامج: (Franklin & Graesser 1997) ناقشا الاأربعة مفاهيم الرئيسية التي تميز الوكلاء من البرامج التعسفية: رد فعل على البيئة، والحكم الذاتي، توجه الهدف والمثابرة.
تمييز الوكلاء عن الكائنات:
- الوكلاء أكثر استقلالاً من الكائنات.
- الوكلاء والسلوك، ردة الفعل مرنة وفعالة واجتماعية.
- للوكلاء موضوع واحد على الأقل للسيطرة ولكن قد يكون أكثر من ذلك.

تمييز وكلاء عن النظم الخبيرة:
- نظم الخبراء غير مقترنين على بيئتهم.
- نظم الخبراء لم يتم تصميمهم على رد الفعل.
- نظم الخبراء لا تعتبر قدرة اجتماعية.

تمييز وكلاء البرمجيات الذكية عن وكلاء الذكاء الصناعي:
الوكيل الذكي ليس فقط برنامج حاسب آلي، فقد يكون أيضا الآلات والبشر والمجتمعات المحلية من البشر (مثل الشركات) أو أي شيء قادر على توجيه السلوك والهدف.

## التاريخ
ويمكن إرجاع مفهوم الوكيل إلى نموذج الفاعل من هيويت (Hewitt's actor model) (هيويت، 1977) -- «قائمة بذاتها، في وقت واحد متفاعلة بشكل متزامن لتنفيذ المطلوب، تمتلك الحيازة الداخلية والقدرة على الاتصال.»
على أن تكون أكثر أكاديمية، نظم البرمجيات هي عامل تطور مباشرة من الأنظمة متعددة الوكلاء (MAS). تطورت من MAS موزعة الذكاء الاصطناعي (DAI)، وتوزيع حل المشكلات (DPS)، والذكاء الصناعي المتوازي (PAI)، وبالتالي وراثة كل الصفات (الجيدة والسيئة) من DAI وAI.